# The Eternal Question
The Eternal Question è un film muto del 1916 diretto da Burton L. King e interpretato da Olga Petrova, Mahlon Hamilton e Warner Oland.

## Trama
Pierre Felix e Ralph Courtland mettono in palio venticinquemila dollari per una scommessa: il primo è convinto che, nel giro di tre mesi, potrebbe trasformare qualsiasi donna in una signora sofisticata; il secondo, invece, crede che per farlo ci debbano volere degli anni. Per risolvere la questione, devono trovare una ragazza che faccia al caso loro: scelgono Bianca, l'assistente di un suonatore di organetto. Sarà lei il loro banco di prova.
Pierre si mette subito all'opera per istruire la giovane: Bianca impara talmente presto e bene che, presentata in società, crea grande sensazione. Ralph, intanto, si è innamorato di lei ma Pierre lo assilla per farsi pagare la scommessa che lui considera ormai vinta. La ragazza, però, rivela di non essere quella che loro credono: in realtà, lei è la figlia del re di Montenaro, scappata da corte per evitare un matrimonio combinato con il granduca Serdian. Pierre, furibondo per aver perso la scommessa, rapisce Bianca, deciso a riportarla dal granduca per ottenere una ricompensa. Ma Ralph fermerà il rapitore, salverà la damigella e la sposerà, così il granduca non potrà più rivendicare diritti su di lei.

## Produzione
Il film fu prodotto dalla Popular Plays and Players Inc. Venne girato a Fort Lee, nel New Jersey.

## Distribuzione
Distribuito dalla Metro Pictures Corporation, il film uscì nelle sale cinematografiche USA il 3 luglio 1916.